# Gare de Legelshurst
La gare de Legelshurst (en allemand:Bahnhof Legelshurst) est une halte ferroviaire de la ville allemande de Willstätt (land de Bade-Wurtemberg).

## Situation ferroviaire
La gare est située au point kilométrique (PK) 5,1 de la ligne d'Appenweier à Kehl entre les gares d'Appenweier et de Kork.

## Service des voyageurs

### Accueil
Halte ne disposant pas de bâtiment voyageurs, c'est un point d'arrêt non géré (PANG) à accès libre. Elle est équipée de deux quais latéraux encadrant deux voies. Le changement de quai se fait par un passage à niveau.
Elle est équipée d'automates sur ses deux quais pour l'achat de titres de transport.

### Desserte
La gare est desservie par le service MétroRhin, exploité par Ortenau-S-Bahn/OSB et TER Alsace allant de Strasbourg à Offenbourg.
Au niveau matériel, l'Ortenau-S-Bahn utilise des Stadler Regio-Shuttle RS1 et le TER Alsace des X 73900.

### Intermodalité
La gare est desservie par la ligne 7156 du réseau de bus Südwestbus sur la relation Offenbourg - Urloffen.